# Cugini Randi
La Cugini Randi era una azienda artigianale italiana attiva nel comparto della produzione di macchine agricole, costituita alla fine della seconda guerra mondiale, la cui sede era situata a Bagnacavallo in provincia di Ravenna.

## Storia
La ditta Cugini Randi fu costituita alla fine della seconda Guerra Mondiale, presumibilmente nel 1947, a Bagnacavallo in provincia di Ravenna dai fratelli Umberto e Dardano Randi e dal cugino Ettore Randi. L'azienda iniziò l'attività facendo riparazioni di macchine agricole e dedicandosi alla costruzione, con materiali di recupero, di seghe circolari vendute ad alcune falegnamerie locali ed utilizzate da queste fino alla fine degli anni '90 (quasi 40 anni di servizio). Successivamente l'officina iniziò a trasformare in trattori le cingolette militari di origine statunitense ed inglese lasciate dagli Alleati sul campo. Umberto Randi, esperto motorista formatosi all'autocentro Militare di Bologna, inventò un vaporizzatore di petrolio, costruito utilizzando residuati di materiale bellico (bossoli di proiettili di grosso calibro ed una serie di tubi di rame), con lo scopo di adattare i motori a benzina V8 che equipaggiavano le cingolette di allora in modo che funzionassero a petrolio agricolo, carburante a quei tempi molto economico. Agli inizi degli anni cinquanta, l'azienda cominciò a produrre veri e propri trattori gommati di media dimensione (R14 - R50), realizzando internamente la quasi totalità dei pezzi necessari alla loro costruzione. A metà degli anni cinquanta, la Cugini Randi cominciò a produrre i primi motocoltivatori, contestualmente alla produzione di alcune macchine come il "Grillo" e la motozappa R5. Alla fine degli anni '60 Umberto viene a mancare. Dardano ed Ettore continuano a lavorare nel settore, diversificando la produzione. Costruiscono scatole guida per svariati tipi di veicoli (macchine edili, elettrocarrelli), abbandonano la produzione di trattori di medie dimensioni e si dedicano alla produzione di motozappatrici, motocoltivatori, motoagricole e trattorini isodiametrici snodati a 4 ruote motrici.
Nella fase di massima produzione (anni '70 e '80) la Cugini Randi poteva contare su una discreta rete di rappresentanti in Italia, oltre ad una presenza in Portogallo, Grecia e Belgio.
A causa della concorrenza molto forte (soprattutto con capacità produttive molto maggiori della ditta Cugini Randi), del calo di richiesta di macchine professionali del tipo prodotto e della mancanza di un ricambio generazionale, attorno alla metà degli '80, la Cugini Randi gradualmente cessò l'attività di produzione, lasciando la gestione dei ricambi ai propri collaboratori.

## Le trasformazioni (fine anni '40)
Le cingolette militari di origine americana ed inglese lasciate sul campo dagli Alleati nel dopoguerra venivano trasformate per eseguire lavori agricoli. Per adattare i motori funzionanti a benzina, per un uso agricolo, fu inventato un vaporizzatore di petrolio, utilizzando residuati di materiale bellico (bossoli di proiettili di grosso calibro ed una serie di tubi di rame). L'accensione era a benzina. A regime, entrava in funzione il vaporizzatore a petrolio agricolo.

## Produzione anni '50

### Trattori
- Trattore Serie R28 - R32 - R38: Motori SPA a benzina petrolizzati
- Trattore Serie T50: Motore OM CR1D diesel da circa 50 HP, ossia i medesimi motori montati dagli autocarri OM Taurus dell'epoca
- Trattore Serie R22 - R28 - R30 - R32: Motori diesel VM (Vancini Martelli)
- Trattore Serie R14 - R25 - R25SV - R35: Motori diesel Deutz bicilindrici da 11 - 24 - 32 HP (F2L514). Il modello SV era di dimensioni ridotte per essere in grado di lavorare in frutteto. Il modello R35 fu progettato in modo tale che sullo stesso carro fosse possibile costruire una versione a cingoli da 30 - 45 HP. Tali veicoli cingolati, furono annunciati nel 1954 ma non entrarono mai in produzione. Alcuni di questi modelli furono venduti ed esportati in Germania.
- Trattore Serie R50: Motori diesel Deutz a 3 cilindri da 50 HP raffreddato ad aria

### Motocoltivatori e motozappe
- Motocoltivatore Serie 2500 e 3000: Motori a petrolio Lombardini - Slanzi - Ruggerini. Marce 4+4. Furono i primi motocoltivatori progettati e costruiti dalla Cugini Randi. Non era prevista alcuna presa di forza.

### Il Grillo
- Il Grillo è un mezzo costruito attorno all'anno 1953. Svolgeva le funzioni di motofalciatrice e mezzo di trasporto, con capacità di irrorazione. Nacque in un periodo in cui vi era carenza assoluta di mezzi atti a svolgere queste funzioni ed il Grillo era una macchina, perfettamente funzionante, in grado di assolverle contemporaneamente.

## Produzione anni '60

### Trattorini isodiametrici
- Trattorino isodiametrico Serie R4: Motore diesel Lombardini oppure Slanzi da 15 - 18,5 HP. 4 ruote motrici, snodato.

### Motocoltivatori
- Motocoltivatore Serie 2500, 3000, 3500, 4000 e Junior: Motori benzina e diesel Lombardini - Slanzi - Ruggerini da 10HP a 20 HP. Marce 4+4. Il colore adottato dalle macchine di questa serie era inizialmente il grigio-rosso. Successivamente fu adottato il colore verde-bianco che caratterizzerà tutta la produzione degli anni '70 ed '80

### Motozappe
- Motozappa Serie R-5: Motore a benzina monocilindrico 2 tempi - potenza HP 5. Manubrio regolabile in qualsiasi direzione. Attacco per rimorchio ed attrezzi portati o trainati.

## Produzione anni '70 e '80

### Trattorini isodiametrici
- Trattorino isodiametrico Serie R418 - R424: Motore a benzina / diesel Lombardini da 21 HP oppure Slanzi da 26 -30 HP. 4 ruote motrici, snodato. Basso peso specifico, forte aderenza e baricentro basso. Doti che hanno consentito alla macchina di risultare vincitore del 1º Premio al 6º concorso antinfortunistico dell'E.N.P.I. (Ente Nazionale Prevenzione Infortuni)[1] per macchine da impiegare su terreni declivi.

### Motocoltivatori
- Motocoltivatore Serie 2500 super e 3600: Motore a benzina / diesel Lombardini da 18 - 21 HP oppure Slanzi da 26 -30 HP. Cambio a 6 marce. Dotato di bloccaggio del differenziale (differenziale sferico), retromarcia, stegola orientabile, due prese di forza di cui una sincronizzata con il cambio, attacco rimorchio incorporato. Disponibile anche in versione con rimorchio a ruote motrici.
- Motocoltivatore Serie 4000: simile alla Serie 3600 ma con cambio a 4 marce.
- Motocoltivatore Serie 650: Motore a benzina / diesel Lombardini da 10-11-13 HP. Dotato di bloccaggio del differenziale, retromarcia, stegola orientabile e reversibile, due prese di forza di cui una sincronizzata con il cambio, attacco rimorchio incorporato. Disponibile anche in versione con barra falciante e rimorchio a ruote motrici. Il gruppo cambio era fornito dalla ditta "Guido Bocchini" di Gambettola
- Motocoltivatore Serie 6000 Junior: Motore diesel Lombardini da 14 HP o Ruggerini da 16 HP. Dotato di bloccaggio del differenziale, retromarcia con meccanismo di sicurezza, stegola orientabile, due prese di forza, attacco rimorchio incorporato. Disponibile anche in versione con rimorchio a ruote motrici. Il meccanismo di sicurezza, inventato, progettato ed infine adottato dalla Cugini Randi, prima sulla 6000 Junior e poi su tutta la gamma, consentì al modello di risultare vincitore del 1º Premio assoluto al 6º concorso antinfortunistico dell'E.N.P.I. (Ente Nazionale Prevenzione Infortuni)[1] per macchine da impiegare su terreni declivi. Il meccanismo consentiva sì l'innesto della retromarcia, ma la macchina era abilitata a retrocedere solo se la fresa era disinnestata. Per il mercato portoghese venne prodotta una versione con una terza presa di forza indipendente. Le macchine, inoltre, prevedevano il colore rosso al posto del tradizionale colore verde.
- Motocoltivatore Serie 6000 Super: Motore diesel Lombardini da 14 - 16 - 18 HP. Dotato di bloccaggio del differenziale (differenziale sferico), retromarcia con meccanismo di sicurezza, stegola orientabile, due prese di forza di cui una sincronizzata con il cambio, attacco rimorchio incorporato. Disponibile anche in versione con rimorchio a ruote motrici

### Motozappe
- Motozappa Serie R-4: Motore a benzina a due tempi da 4 HP
- Motozappa Serie R-7: Motore a benzina a due tempi da 7 HP
- Motozappa Serie R-8: Motore a benzina a due tempi oppure diesel da 8 HP
- Motozappa Serie R-6M: Motore Minarelli a benzina a due tempi da 6 HP. In pratica un piccolo motocoltivatore leggero con due ruote motrici, in grado di lavorare con una sola ruota in tutte le colture interfilari
- Motozappa Serie R-2000: Motore a benzina a 4 tempi / diesel Lombardini da 10-14 HP. Dotata di meccanismo di sicurezza in retromarcia, che consentiva alla macchina di fermarsi nello spazio di alcuni centimetri. Il meccanismo di sicurezza, inventato, progettato ed infine adottato dalla Cugini Randi, prima sulla 2000 e poi su tutta la gamma di motozappe, consentì al modello di risultare vincitore del 1º Premio al 6º concorso antinfortunistico dell'E.N.P.I. (Ente Nazionale Prevenzione Infortuni)[1] per macchine da impiegare su terreni declivi. Il meccanismo entrava immediatamente in funzione anche in caso di rottura del cavo della frizione.

### Scatole guida
- Scatole guida tipo G5 - 267, G5 - 267 ROV., G5 - 250, G5 - 279, G5 - 279 ROV., G14 - 558, G14 - 558 ROV., G14 - 535: scatole guida per svariati tipi di veicoli (trattori, macchine agricole, macchine edili, elettrocarrelli ecc.)

## Filmografia
- Nel film Lamborghini - The Man Behind the Legend, la ditta Cugini Randi viene citata un paio di volte nel Capitolo Uno: Sogni. In particolare, quando Ferruccio fa la proposta di matrimonio alla fidanzata Clelia e parla al padre, agricoltore, della sua aspirazione d'impiantare una fabbrica di trattori. Il padre risponde citando la Cugini Randi come unica azienda nel territorio in grado (allora) di costruire trattori. Una seconda citazione si ha quando Ferruccio si reca in una banca per chiedere un finanziamento per costruire trattori, mostrando al funzionario un depliant di un motocoltivatore Randi Serie 6000 Junior.